# Rižská rozhlasová a televizní věž
Rižská rozhlasová a televizní věž (v lotyštině: Rīgas radio un televīzijas tornis) v lotyšském hlavním městě Rize je nejvyšší věží v Evropské unii, třetí nejvyšší věž v Evropě a 15. nejvyšší samonosná věž na světě. Byla postavena v letech 1979 až 1989 s finanční podporou ústřední vlády Sovětského svazu. Autorem architektonického návrhu byl Gruzínec Kims Nikurdze. Věž měří 368,5 metru. Stojí na ostrově Zaķusala uprostřed řeky Daugava a základna věže se nachází asi sedm metrů nad průměrnou hladinou moře. Stavební materiálem byly zejména dolomit ze Saaremaa, karelská žula a železné prefabrikáty z Čeljabinsku. Ačkoli seismická aktivita v Lotyšsku je minimální, věž byla navržena tak, aby vydržela zemětřesení o síle 7,5 stupně. Projektovaná životnost věže je 250 let. Nosná část věže zahrnuje tři pilíře, které dávají věži její neobvyklý vzhled. Existují dva vysokorychlostní výtahy, jeden v severovýchodním pilíři a jeden v jihozápadním pilíři, které vystoupají spodní částí za pouhých 42 sekund. Třetí pilíř obsahuje schodiště. Výtahem lze vystoupat až do strojoven ve výšce 308 metrů, dalších 44 metrů pak lze vystoupat po schodech. Ve výšce 93 metrů se po otevření věže nacházela restaurace Vēja roze („Větrná růže“), roku 2006 však byla uzavřena. Ve výšce 97 metrů ale turistům byla nadále k dispozici vyhlídková plošina. V květnu 2019 se věž pro návštěvníky na zhruba pět let uzavřela z důvodu rekonstrukce. Znovuotevření je plánováno na rok 2023. Zprovozněna by měla být opět restaurace a pro veřejnost by se měl otevřít i protiletecký kryt věže. Instalováno bude také půltunové Foucaultovo kyvadlo.